# 존 라이든
존 조지프 라이든(John Joseph Lydon, 1956년 1월 31일~)은 영국의 펑크 록 음악가이며, 섹스 피스톨즈의 멤버였다. 조니 로튼(Johnny Rotten)이라고 불리기도 한다. 섹스 피스톨즈가 해체한 후에는 포스트 펑크 밴드 퍼블릭 이미지 리미티드를 결성하여 활동하였다. 퍼블릭 이미지 리미티드는 1994년 해체하였고 라이든은 그 후로 솔로활동을 해오고 있다.

## 어린시절
라이든은 런던의 가난한 아일랜드 노동자 가정에서 태어났다. 라이든이 일곱살이 되던 해, 척추 수막염을 앓아 그전까지의 기억을 전부 잃어버렸다. 그 후유증으로 빨간 조명을 견디지 못하고, 초점없이 한가지 사물을 뚫어지게 쳐다보는 버릇이 생겼다.
그는 15세까지 가톨릭 학교를 다녔는데 권위주의적인 교육법에 적응하지 못해 퇴학당했다. 퇴학당한 뒤 16세가 될 때까지 특별학교(하크니 앤 스트록 뉴잉턴 성인대학)에 다녔고 그 후로는 윌리엄 오브 요크 학교에 다녔다. 이 학교에서 라이든은 시드 비셔스를 만났고 그의 친구들과 함께 펑크의 전 단계 옷차림을 보이기 시작했다.
라이든은 말콤 맥라렌과 비비안 웨스트우드가 운영하는 옷가게 '섹스'를 자주 들락거리다가 맥라렌의 눈에 띄어 섹스 피스톨즈의 오디션을 보게되었고 앨리스 쿠퍼의 'Eighteen'을 제멋대로 불러 바로 섹스 피스톨즈의 멤버가 되었다.

## 출연 작품
- 송 투 송